# John Newport (1er baronnet)
John Newport, 1er baronnet (24 octobre 1756 - 9 février 1843) est un homme politique whig Anglo-Irlandais qui est chancelier de l'Échiquier d'Irlande. 

## Biographie
Né le 24 octobre 1756, il est le fils de Simon Newport, banquier à Waterford, et de sa femme, Elizabeth, fille de William Riall de Clonmel. Après avoir fait ses études au Collège d'Eton et au Trinity College de Dublin, il est devenu associé de la banque de son père. Il participe à la convention des délégués volontaires qui se réunit à Dublin sous la présidence de James Caulfeild, 1er comte de Charlemont en novembre 1783, et est nommé membre de la commission d'enquête sur l'état de la représentation de l'arrondissement en Irlande. 
Il est créé baronnet le 25 août 1789, avec le reste de son frère, William Newport. Aux élections générales de juillet 1802, il se présente sans succès dans la ville de Waterford comme Whig contre William Congreve Alcock. Il obtient, cependant, le siège sur pétition en décembre 1803 et continue à représenter Waterford jusqu'à sa retraite de la vie parlementaire lors de la dissolution en décembre 1832. Lors de la formation du ministère de tous les talents, il est nommé chancelier du Trésor irlandais (25 février 1806) et devient membre du conseil privé anglais le 12 mars 1806. Il dépose son premier budget irlandais le 7 mai 1806. En novembre de cette année, il est réélu pour St Mawes, ainsi que pour la ville de Waterford, mais choisit de siéger pour Waterford. Il présente son deuxième budget le 25 mars 1807 et démissionne peu de temps après avec le reste de ses collègues. il est créé un DCL de l'Université d'Oxford le 3 juillet 1810. 
Il refuse des fonctions dans l'administration de Lord Liverpool, parce que le gouvernement est opposé aux mesures d'Émancipation des catholiques. 
Il est l'un des principaux critiques du retrait par le comte d'Elgin des Marbres Elgin d'Athènes, déclarant que «l'honorable seigneur a profité des moyens les plus injustifiables et a commis les pillages les plus flagrants. Il était, semble-t-il, fatal qu'un représentant de notre pays pille les objets que les Turcs et les autres barbares avaient considérés comme sacrés ". 
Il s'exprime pour la dernière fois à la Chambre des communes le 25 juin 1832, lors du débat en commission sur le projet de loi de réforme parlementaire pour l'Irlande. Le 11 octobre 1834, il est nommé contrôleur général de l'Échiquier, un nouveau poste. Il prend sa retraite en 1839, avec une pension, et meurt à Newpark, près de Waterford, le 9 février 1843. Il est enterré dans la cathédrale de Waterford le 15 février suivant. Sa ténacité à mener des enquêtes à la Chambre des communes lui a valu le surnom de "furet politique". 
Il est l'auteur de l'État de la représentation du Borough de l'Irlande en 1783 et 1800, Londres, 1832. 

## Famille
Il épouse Ellen, troisième fille de Shapland Carew de Castle Boro, député de Waterford City, mais n'ont pas d'enfants. Il est remplacé comme baronnet par son neveu, le révérend John Newport, à la mort duquel, le 15 février 1859, le titre s'éteint. 